# Joseph Ignace Foissey
Joseph Ignace Foissey est un homme politique français né le 11 mai 1739 à Mirecourt (actuel département des Vosges) et décédé le 4 décembre 1818 à Nancy (Meurthe).

## Biographie
Homme de loi, il est député de la Meurthe de 1791 à 1792, siégeant à droite. Arrêté pendant la Terreur, il est libéré et devient président du tribunal de Nancy.